# Tiësto
Tijs Michiel Verwest (phát âm tiếng Hà Lan: [ˈtɛis miˈxil vərˈʋɛst]; sinh ngày 17 tháng 1 năm 1969), có nghệ danh là Tiësto (/tiːˈɛstoʊ/ tee-ES-toh; tiếng Hà Lan: [ˈcɛstoː]), là một DJ và nhà sản xuất nhạc người Hà Lan tới từ Breda, Noord-Brabant. Ông được coi là "DJ vĩ đại nhất Mọi Thời đại" bởi tạp chí Mix trong một cuộc bình chọn bởi các fan. Vào năm 2013, ông được độc giả DJ Magazine bình chọn là "DJ xuất sắc nhất trong 20 năm qua". Ông cũng được coi là "Cha đỡ đầu của dòng nhạc EDM" bởi nhiều nguồn.
Năm 1997, ông thành lập hãng đĩa Black Hole Recordings với Arny Bink và phát hành series CD Magik và In Search of Sunrise. Tiësto gặp nhà sản xuất Dennis Waakop Reijers vào năm 1998; kể từ đó hai người đã cộng tác liên tục với nhau.
Từ năm 1998 đến 2000, Tiësto cộng tác với Ferry Corsten dưới cái tên Gouryella. Bản remix bài "Silence" của Delerium và Sarah McLachlan vào năm 2000 của ông đã đưa ông tới với công chúng dòng nhạc chính thống. Vào năm 2001, ông phát hành album solo đầu tay mang tên In My Memory, album này đã mang lại cho ông nhiều bản hit lớn giúp đưa sự nghiệp của ông lên cao. Ông được bình chọn là DJ Số 1 thế giới bởi DJ Magazine vào cuộc bình chọn người đọc DJ Top 100 hàng năm của tạp chí này trong ba năm liền từ 2002 đến 2004.
Ngay sau khi phát hành album phòng thu thứ hai mang tên Just Be, ông đã trình diễn live tại lễ khai mạc Thế vận hội Mùa hè 2004 tại Athens, trở thành DJ đầu tiên trình diễn live trên sân khấu của một sự kiện Olympics. Vào tháng 4 năm 2007, Tiësto cho ra mắt show radio Tiësto's Club Life của ông trên Radio 538 tại Hà Lan và phát hành album phòng thu thứ ba mang tên Elements of Life. Album này đạt vị trí đứng đầu tại bảng xếp hạng album của Bỉ cũng như trên Top Electronic Albums của Billboard tại Hoa Kỳ và nhận được một đề cử cho Giải thưởng Grammy vào năm 2008. Tiësto phát hành album phòng thu thứ tư mang tên Kaleidoscope vào tháng 10 năm 2009, theo sau bởi A Town Called Paradise vào tháng 6 năm 2014. Ông đã chiến thắng Giải Grammy cho Bản thu Remix Xuất sắc nhất, Không phải Nhạc Cổ điển cho bản remix hit "All of Me" của John Legend tại Giải Grammy lần thứ 57.
Tiesto đã từng sang Việt Nam để làm giám khảo cuộc thi Heineken Music 2004.

## Tiểu sử

### Sự nghiệp
Với năng khiếu âm nhạc bộc lộ từ rất nhỏ, lúc 8 tuổi Tiesto đã có thể tự sáng tác những bản nhạc cho riêng mình. Cùng tài năng thiên bẩm Tiesto đã ngự trị tại một Club ở Breda tên là The Spock trong suốt thời gian từ năm 1985 cho tới 1993. Suốt 8 năm trời (từ 1985-1993), Tiësto biểu diễn tại những câu lạc bộ ở Hà Lan, quê hương ông. Trong thời gian đó, Tiesto đã được một hãng thu thanh khá danh tiếng tại Rotterdam để mắt tới –Basic Beats Recording, và tại đây, compilation mix series ra đời với cái tên FORBIDDEN PARADISE. Sau này, cùng với Arny Bink, Tiësto thành lập công ty ghi âm, Black Hole Recordings chuyên về nhạc dance.Trong thời gian đầu anh được biết dưới tên Da Joker và DJ Limited. Sự nghiệp Trance của ông bắt đầu từ giữa thập niên 90, điển hình là single nổi tiếng đầu tiên được mix vào năm 1999 dưới tên DJ Tiesto "Lethal Industry, đây là 1 single khiến rất đáng chú ý! Năm 2001 Tiësto lập thêm một nhãn hiệu mới, MAGIK MUZIK. Mùa hè năm 2002, Black Hole Recordings mở chi nhánh tại Anh, thị trường âm nhạc màu mỡ
Năm 2000 đánh một cái mốc quan trọng trong sự nghiệp của ông với Silence được chơi trong album thứ 10 của ông In Search Of Sunrise với giọng ca của ca sĩ xinh đẹp Sarah McLachlan. Single đã khiến cho hang triệu người nghe Trance ngày ấy biết đến tên ông và say mê làn điệu bay bổng trong phong cách chơi nhạc của ông.
Trên đà thành công, ông không ngừng sáng tác! Một năm sau đó cho ra đời không ít những hit singles để khẳng định tên tuổi của mình như Suburban Train, Urban Train, Battleship Greyâ€¦ nhưng the most critical single is Flight 643, single được chơi đi chơi lại trong các kỳ festival và các sàn nhảy lớn nhất châu Âu.
Tiếp tục phong độ đó ông ra liên tục 5 singles trong 1 năm sau đó khiên người nghe ai cũng phải xây xẩm, xin giới thiệu 1 singles tiêu biểu được phát hành cuối năm 2002, Traffic 1 single ác mộng cho giới cảnh sát vì phải đi dẹp loạn
Tại Mỹ, nơi mà bạn sẽ bị hoa mắt và có thể phát ngất khi đếm những hãng thu thanh và các DJ, Tiesto cùng với Nettwerk Recording đã tung ra thị trường này album Summerbreeze vào năm 2000, nằm trong compilation mix CD này có cả một remixed hit by Tiesto, nó được coi như là dấu ấn không thể phủ nhận của nhạc Trance thời bấy giờ: Delerium ft. Sarah MacLachlan – Silence, có thể nói với album này Tiesto đã làm cả thế giới phải yêu mến ông "say đắm" và Silence là bài nhạc Trance đầu tiên được phát thanh tại Bắc Mỹ. Một năm sau, 2001, artist album đầu tiên "IN MY MEMORY" của Tiesto được phát hành rộng rãi, chỉ với 09 tracks nên mỗi track được Tiesto "chăm sóc và trau chuốt" khá kỹ lưỡng nên bạn có thể tìm thấy cả 09 tracks này trên nhiều CD mix của các DJ khác nhau trên toàn thế giới. Hàng triệu bản đã tung ra, thế nhưng như thế vẫn là chưa đủ với công chúng yêu nhạc Trance và như một hệ quả tất yếu, giữa năm 2002 "IN MY MEMORY" được tái phát hành trên toàn thế giới gồm 2CD, CD thứ nhất gồm 09 tracks cũ và CD thứ hai là tuyển chọn các remix hay nhất do các DJ nổi tiếng remixed lại.
Sau hàng loạt giải thưởng quan trọng liên quan đến nhạc dance, Tiësto được DJ Magazine chọn là DJ số 1 thế giới trong danh sách top 100 DJ của năm 2002. 2003 là năm tràn ngập thành tích trong sự nghiệp của Tiësto. Ông trở thành tiêu điểm của những tờ báo giải trí hàng đầu thế giới. Đến nay, Tiësto là DJ duy nhất có các buổi diễn ở sân vận động hơn 25.000 người. Tiësto In Concert DVD cũng giành được đĩa vàng, điều mà nhiều ca sĩ tầm cỡ cũng mơ ước. Thêm nữa, đĩa đơn Traffic của anh là bản trình diễn bằng nhạc khí đầu tiên trong vòng 23 năm đứng hạng nhất tại các bảng xếp hạng. Cũng trong năm 2003, Tiësto đoạt 3 giải TMF (Hà Lan & Bỉ), 2 giải thưởng dành cho DJ của Hà Lan, 1 giải MTV Hà Lan, tiếp tục là DJ số 1 của DJ Magazine, nghệ sĩ đầu tiên 2 năm liên tiếp được nhận vinh dự này. Hiện tại, Tiësto vẫn là một trong những DJ được yêu thích và đánh giá cao nhất thế giới. Ông tự sản xuất và remix với một style độc nhất vô nhị đầy sáng tạo.

## Danh sách đĩa nhạc
Album Phòng Thu
- In My Memory (2001)
- Just Be (2004)
- Elements of Life (2007)
- Kaleidoscope (2009)
- A Town Called Paradise (2014)
- The London Sessions (2020)
- Drive (2023)